# Misty of Chincoteague
 (janvier 2015).
Misty, le poney de l'île sauvage (Misty of Chincoteague) est un roman américain pour la jeunesse, écrit par Marguerite Henry en 1947. 

## Distinction
Le roman est proposé en 1948 à la Médaille Newbery. Avec cinq autres romans, il ne décroche pas la récompense suprême mais remporte un prix d'honneur.

## Résumé
Le roman s'inspire de l'histoire bien réelle d'une ponette de Chincoteague nommée Misty, née sur l'île d'Assateague. 

## Adaptations et influence
Un film sorti en 1961, Misty, reprend l'histoire de ce livre. Ce classique de la littérature équestre enfantine est régulièrement exploité à l'école dans un but pédagogique. Misty a inspiré un autre roman du même type, My Chincoteague Pony, paru en 2008